# Jörg Heinrich (Schauspieler)
Jörg Heinrich (* 1965 in Dresden) ist ein deutscher Schauspieler.

## Leben
Heinrich besuchte die Polytechnische Oberschule „Hanns Rothbarth“ in Dresden und nahm danach eine Berufsausbildung zum Maschinen- und Anlagenmonteur auf. In den Jahren 1981 und 1985 spielte er in der DDR-Fernsehserie „Geschichten übern Gartenzaun“ bzw. "Neues übern Gartenzaun" die Rolle des „Holger Kunze“. Nach der Berufsausbildung leistete er den Grundwehrdienst in der NVA. Im September 1986 begann er ein Studium zum Berufsschauspieler an der Hochschule für Schauspielkunst „Ernst Busch“ Berlin, Außenstelle Rostock. 1988 wechselte er an die Theaterhochschule „Hanns Otto“ Leipzig und spielte am Eduard-von-Winterstein-Theater Annaberg. Von dort erfolgte der Wechsel 1990 an die Uckermärkischen Bühnen Schwedt. Weitere Engagements an Theatern in Dortmund, Münster, Celle, Lüneburg, Köln und Bern folgten.
Heinrich lebt heute als Schauspieler und Unternehmer in Erftstadt, in der Nähe von Köln.

## Film und Fernsehen (Auswahl)
Neben seinen Engagements an verschiedenen Theatern und beim Hörfunk spielte er unter anderem Rollen in:
- 1982: Geschichten übern Gartenzaun
- 1985: Neues übern Gartenzaun
- 1997, 1999: Lindenstraße
- 2000: Alles Atze
- 2001: Familie Heinz Becker
- 2001: SOKO 5113
- 2001: Wilsberg und der Mord ohne Leiche
- 2003: Ein Fall für zwei
- 2004: Mein Leben & Ich
- 2007: Die Familienanwältin
- 2007: Die Gustloff
- 2008: 112 – Sie retten Dein Leben
- 2009: Pastewka
- 2010: Alarm für Cobra 11
- 2010: Countdown – Die Jagd beginnt (Folge: Sniper)
- 2010: Danni Lowinski
- 2010: Lena – Liebe meines Lebens
- 2015: Wilsberg – Die fünfte Gewalt
- 2016: Lindenstraße Folge 1579 "Von einem, der auszog"
- 2019: Breaking Even